# Sen’oku Hakkokan

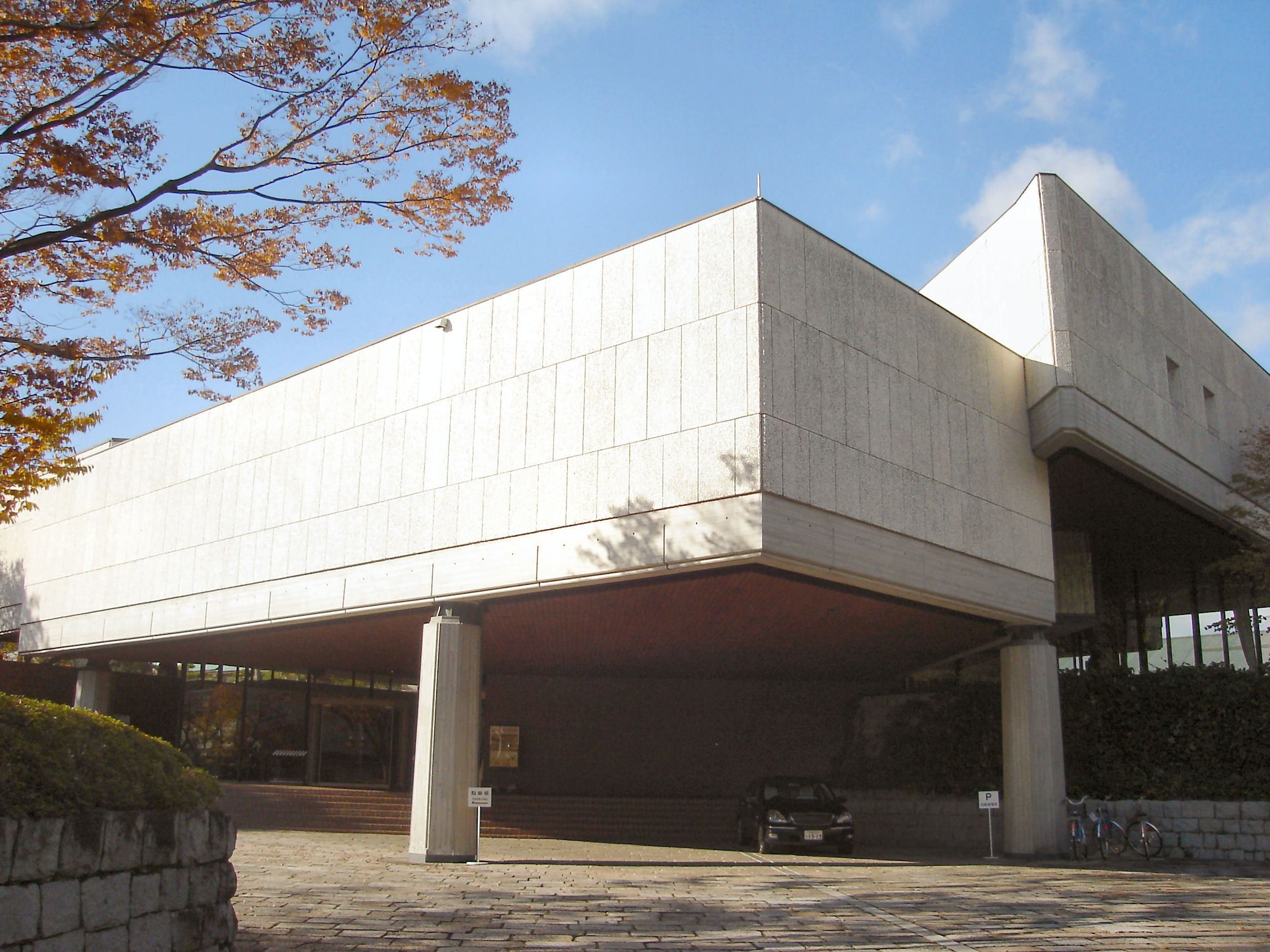
Das Museumsgebäude

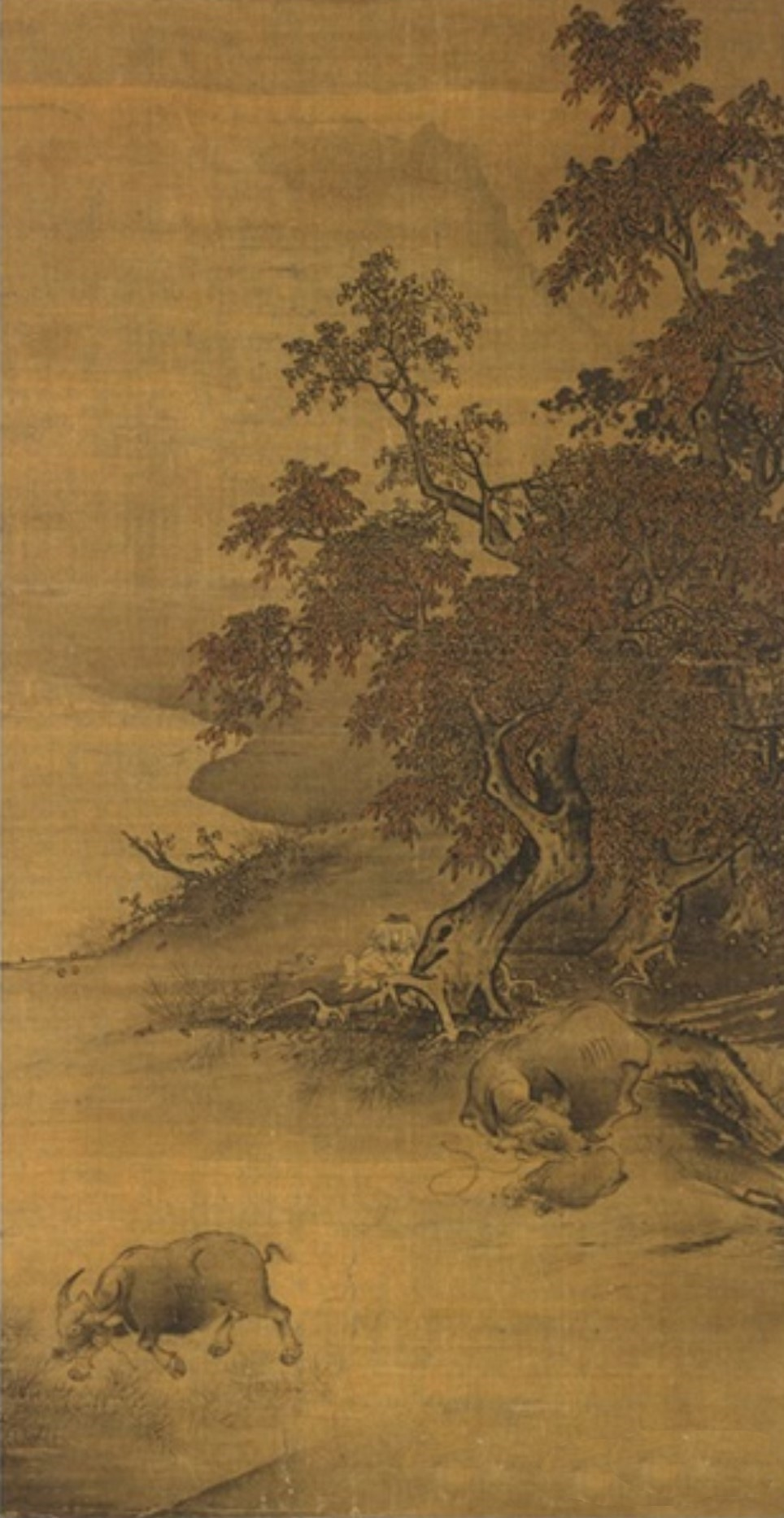
Wasserbüffel, China, 13. Jahrhundert

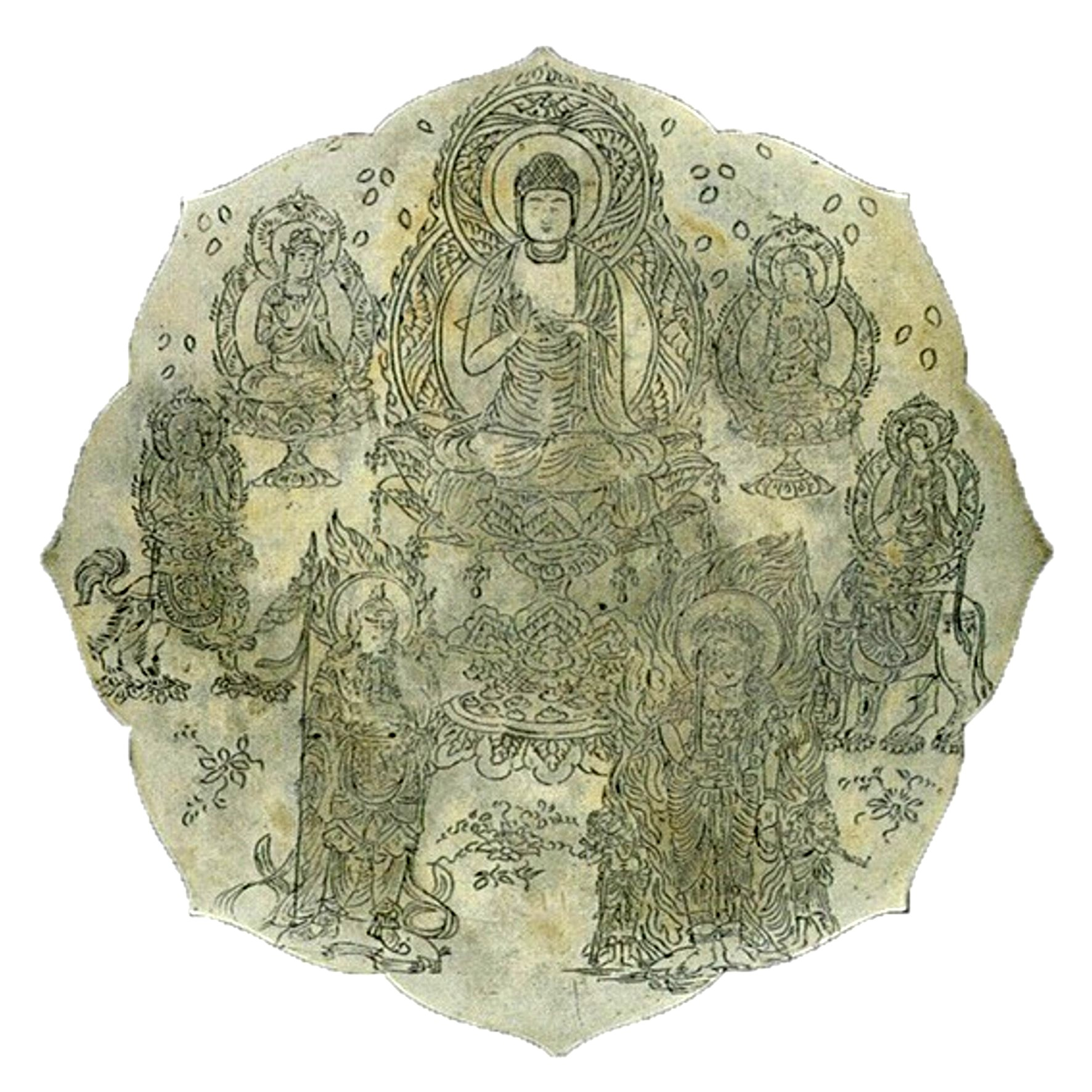
Spiegel mit Buddha und Jüngern, Heian-Zeit

Das Sen'oku Hakkokan (japanisch 泉屋博古館; auch Izumiya Hakkokan gelesen) in Kyōto ist ein Museum, das die Kunst-Sammlung der Sumitomo-Familie beherbergt. Es ist bekannt für seine bedeutende Sammlung chinesischer Kunst.

## Übersicht
Unter den Kunstschätzen des Sen’oku Hakkokan ist am berühmtesten der Teil der Sammlung, die der 15. Chef des Hauses, Baron Sumitomo Tomoito (住友友純; 1865–1926), ab etwa 1900 bis in die zwanziger Jahre gesammelt hat, nämlich die alten chinesischen Bronzen und die Bronzespiegel. Außerhalb Chinas gibt es keine so umfangreiche Sammlung dieser Art wie die hier mit über 500 Objekten. 1960 wurde die Sammlung in eine Stiftung eingebracht, für die 1970 eine Galerie eröffnet wurde, die vier Säle umfasst. Als Name wurde Sen’oku Hakkokan gewählt, da der Firmenname in der Edo-Zeit Izumi-ya (eine weitere Lesung der Zeichen 泉屋) war und eine Weisung eines chinesischen Kaisers vor 900 Jahren überliefert ist, einen Katalog alter wertvoller Objekte – Hakko zuroku (博古図録) – anzufertigen.
In der Folgezeit stiftete die Familie weiter Kunstobjekte, so dass die gegenwärtige Sammlung mehr als 3000 Objekte umfasst. Für die wachsende Sammlung wurde 1986 neben dem Gebäude für die Bronzen ein weiteres Gebäude fertiggestellt. Außerdem wurde 2002 in Tōkyō ein Zweigmuseum eröffnet.

## Die Sammlung (Auswahl)

### Bronze-Gefäße
Die Mehrheit der Bronze-Gefäße stammt aus der Zeit der Yin– und frühen Zhou-Dynastie. Einige Bronze stammen aus der mittleren Zhou-Dynastie und eine beträchtliche Anzahl aus der Zeit der Streitenden Reiche und der Han-Dynastie. Das bekannteste Stück ist ein aufwändig geformtes Gefäß aus der frühen West Zhou-Dynastie in Form eines Tigers, der einen Menschen hält. Fast ebenso bekannt ist eine große Trommel (Durchmesser 81 cm, Gewicht 71 Kg) aus der späten Shang-Dynastie mit menschlichen Gesichtern an den Seiten. Außergewöhnlich ist auch ein Armstütze aus der Shang-Dynastie. Die Sammlung ist weiter bekannt für seine zahlreichen Glocken aus allen Perioden (darunter ein Satz von zwölf Glocken aus der Zeit der Streitenden Reiche), seine Dampfkessel, Gürtelschnallen und für die Spiegel aus der Han-, Tang-, Song-Zeit und aus Korea.

### Chinesische Spiegel
- Spiegel mit Göttern, Drachen und Tigern, 1. bis 2. Jahrhundert, 20 cm Durchmesser.
- Spiegel mit den vier Göttern und vier wilden Tieren, 3. Jahrhundert, 22 cm.[1]
- Spiegel mit Heiligen und wilden Tieren, 3. Jahrhundert, 16 cm.[1]
- Spiegel mit Tieren und chinesischen Zeichen, 7. Jahrhundert, 19 cm.
- Versilberter Spiegel mit vier Tieren, zwei Phönixe und Blumen, 8. Jahrhundert, 25,5 cm.

### Klassische Chinesische Malerei und Kalligrafie
Unter den über 100 chinesischen Malereien ist eine „Landschaft mit Wasserbüffeln“ aus der Song-Zeit als Nationalschatz registriert. Die Mehrzahl dieser Malereien – eine Reihe ist als Wichtiges Kulturgut registriert – stammt aus der Ming-Dynastie und Qing-Dynastie mit sehr guten Beispielen der Werke von Wu Li (吳歷; ca. 1632–1718), Shi Dao, Bada Shanren (八大山人; ca. 1626–1705), Yun Shouping (惲壽平; 1633–1690), Jian Jiang und Shen Hui, um einige zu nennen. Es gibt auch zwei gute buddhistische Malereien. Weiter besitzt das Museum Kalligrafien von Zhao Mengfu, Wen Zhengming (文徵明 / 文征明; 1470–1559) und der Kaiser Kangxi und Qianlong.

### Japanische Malerei der Gegenwart
Seit den 1980er Jahren wurde sie Sammlung bis zur Kunst des 20. Jahrhunderts erweitert und umfasst nun auch „Bilder im westlichen Stil“ von Asai Chū, Wada Eisaku, Fujishima Takeji, Yamashita Shintarō, Kishida Ryūsei, Claude Monet u. a. und im „japanischen Stil“ von Murata Kōkoku, Hashimoto Gahō, Hirafuku Hyakusui, Kanō Hōgai, Konoshima Ōkoku und Higashiyama Kaii u. a.

### Buddhistische Kunst
Ein Spiegel mit der Abbildung Buddhas umgeben von Jüngern aus der Heian-Zeit ist als Nationalschatz registriert. Unter den vergoldeten Bronze-Buddhas gibt es eine Maitreya, die auf das Jahr 498 datiert wurde. Ein weiteres besonderes Stück ist ein Miniatur-Sarg als Reliquien-Behälter aus der Tang-Zeit. Er steht auf einer umrandeten Plattform, die durch vier Figuren geschützt wird. Ebenfalls aus der Tang-Zeit ist ein quaderförmiger Reliquien-Behälter aus Kalkstein mit eingeritzten Figuren, die Buddhas Jünger darstellen.

### Weitere Bestände
Zu den weiteren Beständen gehören
- Japanische Kalligrafie,
- Japanische Keramik der Gegenwart,
- Geräte für die Teezeremonie,
- Schreibutensilien,
- Nō-Masken,
- Waffen und
- Alte Münzen.